# Гринсбург (Кентаки)
Гринсбург (енгл. Greensburg) град је у америчкој савезној држави Кентаки.

## Демографија
По попису из 2010. године број становника је 2.163, што је 233 (-9,7%) становника мање него 2000. године.
| Група             | 2000.         | 2010.         |
| Белци             | 2.216 (92,5%) | 2.034 (94,0%) |
| Афроамериканци    | 111 (4,6%)    | 65 (3,0%)     |
| Азијати           | 9 (0,4%)      | 6 (0,3%)      |
| Хиспаноамериканци | 23 (1,0%)     | 21 (1,0%)     |
| Укупно            | 2.396         | 2.163         |